# Joy Garrett
Joy Garrett (* 2. März 1945 in Fort Worth, Texas als Joyce Irene Garrett; † 11. Februar 1993 in Los Angeles, Kalifornien) war eine US-amerikanische Film- und Theaterschauspielerin sowie Sängerin.

## Leben
Garrett hatte 1963 ihr Schauspieldebüt mit der Rolle Janie in dem Stück Wildcat, das am Theater Casa Mañana in Fort Worth, Texas aufgeführt wurde. 1969 absolvierte sie ihr New-York-Debüt als Joy in Gertrude Stein’s First Reader im Astor Place Theatre. Kurz darauf spielte sie in den Broadway-Stücken The Candyapple (1970), in dem sie die Connie Antonelli verkörperte und Inner City (1971–1972). Es folgten drei Auftritte in Produktionen des La MaMa Experimental Theatre Club. Diese waren Paul Fosters Silver Queen unter der Regie von Robert Patrick (1973), The King’s Crown and I (1974) und Paul Fosters Silver Queen Saloon unter der Regie von Pat Carmichael (1978).
Ihr Filmdebüt hatte sie 1974 als Barbara in Jack Golds Kino Thriller Der Mann aus Metall. Danach war sie nur noch in den Fernsehfilmen Windows, Doors & Keyholes (1978), Callie & Son (1981), Menschenhandel (1981), Die Stimme des Todes (1982), Flashpoint Mexico (1987) und einzelnen Folgen verschiedener Fernsehserien zu sehen. Für ihr Wirken in der Serie Zeit der Sehnsucht bekam sie 1989 einen Soap Opera Digest Award in der Kategorie „Outstanding Actress in a Supporting Role: Daytime“. Zuletzt trat sie 1992 als Schauspielerin in Erscheinung. Am 11. Februar 1993 starb sie im Alter von 47 Jahren an Leberversagen.

## Filmografie
- 1974: Der Mann aus Metall (Who?)
- 1978: Einsatz Petticoat (Operation Petticoat, Fernsehserie, eine Folge)
- 1978: Drei Engel für Charlie (Charlie’s Angels, Fernsehserie, Folge Engel der Nacht)
- 1978: Quincy (Quincy, M. E., Fernsehserie, eine Folge)
- 1978: The Runaways (Fernsehserie, eine Folge)
- 1978: Windows, Doors & Keyholes (Fernsehfilm)
- 1978: Husbands, Wives & Lovers (Fernsehserie, eine Folge)
- 1979: 13 Queens Boulevard (Fernsehserie, eine Folge)
- 1980: Der unglaubliche Hulk (The Incredible Hulk, Fernsehserie, eine Folge)
- 1980: Benson (Fernsehserie, eine Folge)
- 1980: The Stockard Channing Show (Fernsehserie, eine Folge)
- 1980: Sanford (Fernsehserie, eine Folge)
- 1981: Callie & Son (Fernsehfilm)
- 1981: Menschenhandel (Born to Be Sold, Fernsehfilm)
- 1982: Too Close for Comfort (Fernsehserie, eine Folge)
- 1982: Die Stimme des Todes (Hotline, Fernsehfilm)
- 1982: Ein Duke kommt selten allein (The Dukes of Hazzard, Fernsehserie, eine Folge)
- 1983: Archie Bunker’s Place (Fernsehserie, eine Folge)
- 1983: Herzbube mit zwei Damen (Three’s Company, Fernsehserie, eine Folge)
- 1983: Imbiß mit Biß (Alice, Fernsehserie, eine Folge)
- 1983–1985: Schatten der Leidenschaft (The Young and the Restless, Fernsehserie)
- 1984: Remington Steele (Fernsehserie, eine Folge)
- 1984: Magnum (Magnum, p.i., Fernsehserie, eine Folge)
- 1985: Harrys wundersames Strafgericht (Night Court, Fernsehserie, eine Folge)
- 1986: SideKicks – Karate Kid & Co (Sidekicks, Fernsehserie, eine Folge)
- 1987: Der Denver-Clan (Dynasty, Fernsehserie, eine Folge)
- 1987: Dieses süße Leben (Easy Street, Fernsehserie, eine Folge)
- 1987: Flashpoint Mexico (Love Among Thieves, Fernsehfilm)
- 1987–1993: Zeit der Sehnsucht (Days of Our Lives, Fernsehserie, 404 Folgen)
- 1990: Mord ist ihr Hobby (Murder, She Wrote, Fernsehserie, eine Folge)
- 1992: Raumschiff Enterprise – Das nächste Jahrhundert (Star Trek: The Next Generation, Fernsehserie, eine Folge)

## Auszeichnung
- 1989: Soap Opera Digest Award in der Kategorie „Outstanding Actress in a Supporting Role: Daytime“ für Zeit der Sehnsucht.